# Ulrika Babiaková
| (15053) Bochníček1                                               | 17. Dezember 1998 |
| (22185) Štiavnica2                                               | 29. Dezember 2000 |
| (22644) Matejbel1                                                | 27. Juli 1998     |
| (49436) 1998 YX21                                                | 17. Dezember 1998 |
| (72062) 2000 YR172                                               | 24. Dezember 2000 |
| (72070) 2000 YC332                                               | 31. Dezember 2000 |
| (82809) 2001 QK332                                               | 17. August 2001   |
| (82908) 2001 QU1002                                              | 19. August 2001   |
| (104650) 2000 GY1322                                             | 9. April 2000     |
| (109096) 2001 QJ332                                              | 16. August 2001   |
| (123613) 2000 YQ172                                              | 24. Dezember 2000 |
| (123647) 2000 YG662                                              | 31. Dezember 2000 |
| - [1] zusammen mit Petr Pravec - [2] zusammen mit Peter Kušnirák |                   |

Ulrika Babiaková (* 3. April 1976 in Banská Štiavnica; † 3. November 2002 in Piešťany) war eine slowakische Astronomin und Asteroidenentdeckerin. Sie war mit dem Astronomen Peter Kušnirák verheiratet.
Babiaková entdeckte zwischen 1998 und 2001 zusammen mit Petr Pravec und Peter Kušnirák an der tschechischen Sternwarte Ondřejov insgesamt zwölf Asteroiden.
Sie starb 26-jährig bei einem Unfall. Nach ihr wurde am 8. Oktober 2014 der von Peter Kušnirák entdeckte Asteroid (32531) Ulrikababiaková benannt.